# 38

38(삼십팔)은 37보다 크고 39보다 작은 자연수다.

## 수학
- 합성수로, 그 약수는 1, 2, 19, 38이다. 진약수의 합은 22이므로, 38은 부족수다.
  - 14번째 반소수다. 앞의 반소수는 35, 다음 반소수는 39다.
- {\displaystyle 38=2^{2}+3^{2}+5^{2}=4+9+25}
  - 처음 세 소수(素數)의 제곱합이다.
  - 연속하는 세 소수(素數)의 제곱합으로 나타낼 수 있는 가장 작은 수이며, 이 성질을 지닌 다음 수는 83이다.

## 과학
- 스트론튬(Sr)의 원자번호.
- NGC 38: 물고기자리 방향에 있는 나선은하.

## 교통
- 고속도로
  - 유럽 고속도로 38호선: 우크라이나 흘루히우에서 카자흐스탄 심켄트까지 이어지는 유럽 고속도로.
  - 아우토반 38호선: 독일의 고속도로.
- 국도 제38호선
  - 대한민국 38번 국도: 충청남도 태안군 이원면에서 강원특별자치도 동해시 단봉동까지 이어지는 대한민국의 국도.
  - 일본 38번 국도: 홋카이도 다키카와시에서 구시로시까지 이어지는 일본의 국도.
- 기타 도로
  - 현도 제38호선

## 군사
- U-38: 독일의 군용 잠수함. 제1차 세계 대전에 사용된 1914년제 모델(영어판)과 제2차 세계 대전에 사용된 1938년제 모델(영어판)이 있다.

## 문화유산
- 대한민국의 국보 제38호: 경주 고선사지 삼층석탑
- 대한민국의 보물 제38호: 남원 실상사 증각대사탑
- 대한민국의 명승 제38호: 장성 백양사 백학봉

## 방송
- 스카이라이프와 U+ TV의 SBS 펀E 채널 번호.
- 지니 TV의 CJ온스타일플러스 채널 번호.
- B tv의 드라맥스 채널 번호.
- B tv 케이블의 롯데원TV 채널 번호.
- KT HCN의 tvN 스토리 채널 번호.

## 기타
- 날짜: 3월 8일
- 연도: 38년, 기원전 38년
- 38선

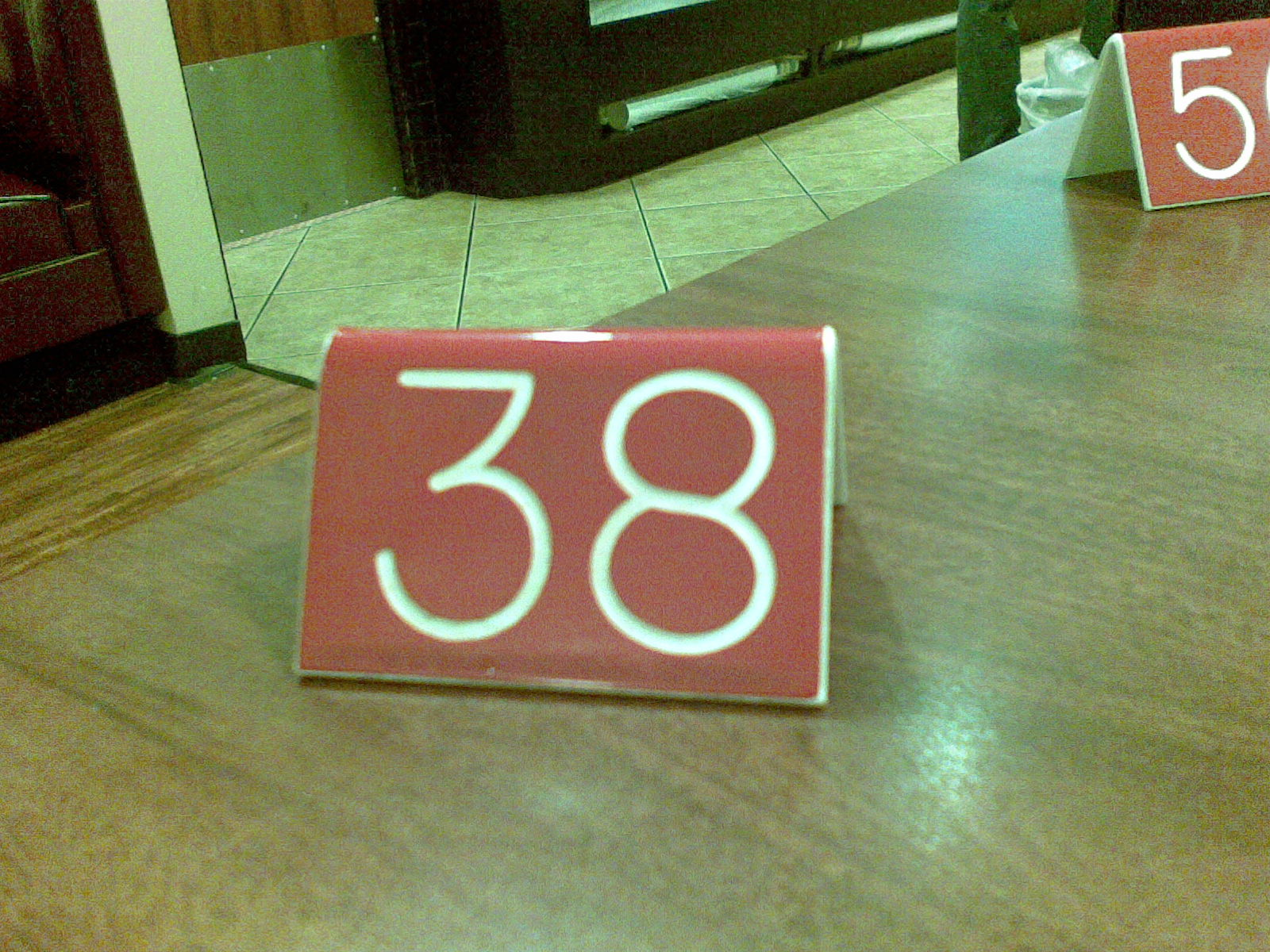

- 38 광땡은 섯다에서 가장 높은 족보이며, 3광과 8광을 같이 잡은 것이다.
- 전 해태 타이거즈 감독이자 MBC 청룡 감독인 김동엽이 좋아했던 번호로, 김동엽은 자신이 황해도 출신이고, 38도선 이북에 살았던 사람이라는 뜻으로 배번도 38번으로 하였다. 그의 후임 해태 타이거즈 감독인 김응용 감독 또한 38번을 그대로 이어받아 수 년간 사용했다.
- 명탐정 코난의 등장인물 모리 코고로의 나이는 38세다.